# Don't You Let Me Down
Don't You Let Me Down è un brano prodotto da Vini Poncia, per conto del batterista  dei Kiss Peter Criss, il quale lo ha cantato nel suo album omonimo.

La canzone è stata pubblicata nel 1978.

## Tracce
- Lato A: Don't You Let Me Down
- Lato B: Hooked on Rock 'n Roll

## Formazione
- Peter Criss - voce